# Pistius
Pistius es un género de arañas araneomorfas de la familia Thomisidae. Fue descrito por el aracnólogo francés Eugène Simon en 1875.

## Especies
- Pistius barchensis Basu, 1965
- Pistius bhadurii Basu, 1965
- Pistius gangulyi Basu, 1965
- Pistius kalimpus Tikader, 1970
- Pistius kanikae Basu, 1964
- Pistius robustus Basu, 1965
- Pistius tikaderi Kumari & Mittal, 1999
- Pistius truncatus (Pallas, 1772)
- Pistius undulatus Karsch, 1879